# داوسون واکر
داوسون واکر (انگلیسی: Dawson Walker; ۱۴ مارس ۱۹۱۶ – ۱۷ اوت ۱۹۷۳) مربی فوتبال اهل اسکاتلند بود.
وی مربی تیم ملی فوتبال اسکاتلند در جام جهانی فوتبال ۱۹۵۸ بوده‌است.